# Reginam occidere
Reginam occidere nolite timere bonum est si omnes consentiunt ego non contradico – írta Merániai János esztergomi érsek híres levelében dodonai kétértelműséggel.

## A levél háttere

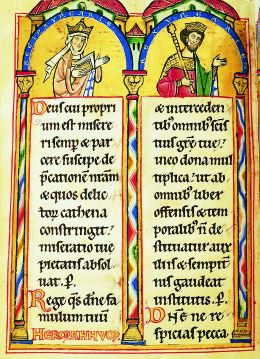
Gertrúd és II. András 1211-1213 között készült kódexlapon

1213 őszén magyar főurakból álló csoport (a „békétlenek tábora”) merényletet készített elő és hajtott végre II. András felesége, Merániai Gertrúd (Gertrudis) ellen. A felkelés okát Gertrúdnak az az intézkedése jelentette, hogy férje távollétében (aki akkor Halicsban hadakozott) öccsét, Bertholdot (Ottót) kalocsai érsekké kiáltotta ki. Fiatal kora és előélete miatt azonban III. Ince pápa is ellenezte az újdonsült rangot, s eltiltotta a lelkipásztori jogkörtől. Mivel a rangja megmaradt, így feladatkör nélkül nyerhette el az egyház Kalocsa környéki vagyonát. A nagyurak felkelésének gyújtó szikrája azonban az volt, hogy a királyné a rokonait ültette az állam legmagasabb posztjaiba, így öccsét a leghatalmasabb, országnagyi ranggal is ellátta.
A nagy földbirtokosok, Petur bán és az ország nádora, Bór Benke (ismertebb nevén Bór nemzetbéli Bánk bán) segítségével összeesküvést szőttek. A cselekvés végrehajtása előtt kikérték az akkori esztergomi érsek, Merániai János tanácsát. A főpap két tűz közé került. Egyik oldalon Ottó kinevezése egyházi főméltóságnak veszélyeztette az ő főpapi rangját, az egyházi jövedelmeket, az egyház erkölcsét és jogát a koronázásra, minden egyéb kiváltságát, tehát előnyös lett volna a felkelők közé állnia. A másik oldalról pedig gyilkosságban való részvételért nemcsak magas rangját, de életét is elvesztette volna.
Így latin nyelven megalkotta híressé vált kétértelmű válaszát.

## A válasz és annak értelmezései
Hermann von Altaich Benedek-rendi szerzetes munkájának hála, fennmaradt a szöveg, amiből le lehetett fordítani magyarra (a szöveg kétértelműségét a megfogalmazás módja, és az írásjelek hiánya okozza):
A királynét megölni nem kell félnetek jó lesz ha mindenki egyetért én nem ellenzem.
A szöveg kétféle, egymással ellentétes értelme csupán a vesszők alkalmazásával áll elő:
- A királynét megölni nem kell, félnetek jó lesz, ha mindenki egyetért, én nem, ellenzem.

(Reginam occidere bonum est timere, nolite. Et si omnes consenserint, ego non. Contradico.)
- A királynét megölni nem kell félnetek, jó lesz, ha mindenki egyetért, én nem ellenzem.

(Reginam occidere bonum est, timere nolite, et si omnes consenserint, ego non contradico.)
Egy másik forrás, Albéric (Aubri) de Trois-Fontaines burgundi ciszterci szerzetes krónikájában szintén fennmaradt az eredeti szöveg.
A két különböző szövegből, és abból, hogy egyes latin kifejezések magyarul nem adhatták vissza, amit az eredeti szöveg tökéletes kétértelműsége nyújtott, eltérő fordítások születtek a legjobb megközelítés érdekében. Így szállóigeként is több változata ismert pl.: „ha mindenki egyetért”, „mindenki benne van”, „ha mindenki beleegyezik” vagy „én magam nem ellenzem”, „én nem ellenzem” stb.
II. András halicsi hadjárata alatt egy udvari vadászat alkalmával, amelyet a pilisi erdőben tartottak, merényletet követtek el Gertrudis ellen. II. András szeretett feleségét halálának közelében, a pilisi ciszterci kolostorban, díszes szarkofágban temette el.
A merénylet történetét Katona József Bánk bán drámája és Erkel Ferenc azonos című operája dolgozta fel.
Amikor beidézték a gyilkossági kísérletben való részvétel vádjával, ő az ellenző olvasatot hozta fel mentségéül, vagyis
A királynét megölni nem kell – félnetek jó lesz; ha mindenki egyetért – én nem – ellenzem
Ezt megerősítve, III. Ince pápa felmentette a gyilkosságban való részvétel vádja alól, és IV. Béla sem sújtotta büntetéssel.
Annyira sikeres lett Európában a válasz, hogy mint a többértelműség példája Boncompagno da Signa, a bolognai egyetem Bajorországot megjárt és a pápával is jó kapcsolatot ápoló híres professzora 1235-ös Rhetorica novissimájában már idézi, vagyis ekkortól a retorikai tananyag részévé vált.

## Egyéb említése
Christopher Marlowe 1592-ben írt II. Edward c. drámájában Roger Mortimer ezt a szöveget használja fel abban a levélben, amelyben parancsot ad a fogoly király megöletésére.